# 卡斯特鎮區 (密歇根州梅森縣)
卡斯特鎮區（英語：Custer Township）是位於美國密歇根州梅森縣的一個行政鎮區。

## 地方資料
卡斯特鎮區的面積為90.57平方千米，當中陸地面積為90.42平方千米，而水域面積為0.15平方千米。根據2020年美國人口普查的數據，當地共有人口1321人，而人口密度為每平方千米14.58人。